# Jacqueline Rouvier
Jacqueline Rouvier, née le 26 octobre 1949 à Notre-Dame-de-Bellecombe, est une ancienne skieuse alpine française.

## Palmarès

### Jeux olympiques d'hiver
| Épreuve / Édition | Descente | Slalom géant | Slalom |
| JO 1976 Innsbruck | 9e       | 10e          | —      |

### Championnats du monde
| Épreuve / Édition          | Descente | Slalom géant | Slalom | Combiné |
| Mondiaux 1974 Saint-Moritz | 12e      | Bronze       | —      | —       |
| JO 1976 Innsbruck          | 9e       | 10e          | —      | —       |

### Coupe du monde
- Meilleur résultat au classement général : 7e en 1971 et 1973
  - 1 victoire : 1 descente

#### Saison par saison
- Coupe du monde 1967 :
  - Classement général : 37e
- Coupe du monde 1968 :
  - Classement général : 26e
- Coupe du monde 1969 :
  - Classement général : 37e
- Coupe du monde 1970 :
  - Classement général : 39e
- Coupe du monde 1971 :
  - Classement général : 7e
- Coupe du monde 1972 :
  - Classement général : 14e
    - 1 victoire en descente : Val-d'Isère
- Coupe du monde 1973 :
  - Classement général : 7e
- Coupe du monde 1974 :
  - Classement général : 17e
- Coupe du monde 1975 :
  - Classement général : 19e
- Coupe du monde 1976 :
  - Classement général : 30e

### Arlberg-Kandahar
- Meilleur résultat : 2e place dans les descentes 1971 à Sugarloaf et 1971-72 à Sestrières

### Championnats de France
Elle a été 2 fois Championne de France : 
- Championne de France de Descente en 1971
- Championne de France de Slalom Géant en 1971